# Aleksandra Zimny
Aleksandra Zimny (n. 21 mai 1996, în Szczecin) este o handbalistă din Polonia care evoluează pe postul de intermediar stânga pentru clubul românesc SCM Gloria Buzău și echipa națională a Poloniei.
Alături de SPR Pogoń Szczecin, Zimny a disputat finala Cupei Challenge în 2015, pierdută în fața echipei franceze Union Bègles Bordeaux-Mios Biganos.

## Palmares
- Liga Europeană:
  - Sfertfinalistă: 2023

- Cupa EHF:
  - Turul 3: 2016
  - Turul 2: 2017

- Cupa Challenge:
  -  Finalistă: 2015

- Campionatul Poloniei:
  -  Medalie de argint: 2016

- Cupa Poloniei:
  -  Finalistă: 2016, 2023
  -  Medalie de bronz: 2014, 2015

- Cupa Norvegiei:
  - Semifinalistă: 2017